# Jeruzsálemi örmény pátriárkák listája
Az alábbi lista az örmény egyház egyik fő méltóságának viselőit, a jeruzsálemi örmény pátriárkákat tartalmazza.
A nevek görögös – illetve, ha van ilyen, magyaros – alakban szerepelnek.

## 638–1000
| Jeruzsálemi örmény pátriárka | Örmény név     | Hivatali idő           | Megjegyzés |
| ---------------------------- | -------------- | ---------------------- | ---------- |
|                              |                |                        |            |
| I. Ábrahám                   | Աբրահամ Ա.     | pátriárka: 638 – †669  |            |
| I. Gergely                   | Գրիգոր Եդեսացի | pátriárka: 669 – †696  |            |
| Kevork                       | Գէորգ          | pátriárka: 696 – †708  |            |
| I. Mgrdics                   | Մկրտիչ         | pátriárka: 708 – †730  |            |
| I. János                     | Յովհաննէս      | pátriárka: 730 – †758  |            |
| István                       | Ստեփանոս       | pátriárka: 758 – †774  |            |
| Jeghia                       | Եղիա           | pátriárka: 774 – †797  |            |
| nem ismert adatok 797 – 885  |                |                        |            |
| II. Ábrahám                  | Աբրահամ Բ.     | pátriárka: 885 – †909  |            |
| nem ismert adatok 909 – 981  |                |                        |            |
| II. Gergely                  | Գրիգոր         | pátriárka: 981 – †1006 |            |

## 1000–1500
| Jeruzsálemi örmény pátriárka  | Örmény név        | Hivatali idő                      | Megjegyzés |
| ----------------------------- | ----------------- | --------------------------------- | ---------- |
|                               |                   |                                   |            |
| Arszéniosz                    | Արսէն             | pátriárka: 1006 – 1008, ld. alább |            |
| I. Meszrop                    | Մեսրոպ            | pátriárka: 1008 – †1008           |            |
| Arszéniosz (2x)               | Արսէն             | pátriárka: 1008 – †1038           |            |
| nem ismert adatok 1038 – 1090 |                   |                                   |            |
| I. Simeon                     | Սիմէոն            | pátriárka: 1090 – †1109           |            |
| Mózes                         | Մովսէս            | pátriárka: 1109 – †1133           |            |
| I. Ézsaiás                    | Եսայի             | pátriárka: 1133 – †1152           |            |
| I. Szahak                     | Սահակ             | pátriárka: 1152 – †1180           |            |
| III. Ábrahám                  | Աբրահամ Գ.        | pátriárka: 1180 – †1191           |            |
| I. Minasz                     | Մինաս             | pátriárka: 1191 – †1205           |            |
| IV. Ábrahám                   | Աբրահամ Դ.        | pátriárka: 1215 – †1218           |            |
| Arakel                        | Արաքել            | pátriárka: 1218 – †1230           |            |
| II. János                     | Յովհաննէս         | pátriárka: 1230 – †1238           |            |
| I. Garabed                    | Կարապետ           | pátriárka: 1238 – †1254           |            |
| Hagoposz                      | Յակոբոս           | pátriárka: 1254 – †1281           |            |
| I. Szergiosz                  | Սարգիս            | pátriárka: 1281 – †1313           |            |
| I. Teodór                     | Թէոդորոս          | pátriárka: 1313 – †1316           |            |
| I. Dávid                      | Դավիթ             | pátriárka: 1316 – †1321           |            |
| I. Boghosz                    | Պօղոս             | pátriárka: 1321 – †1323           |            |
| Vartan                        | Վարդան Արեւելցի   | pátriárka: 1323 – †1332           |            |
| III. János                    | Յովհաննէս         | pátriárka: 1332 – †1341           |            |
| Parszeg                       | Բարսեղ            | pátriárka: 1341 – †1356           |            |
| III. Gergely                  | Գրիգոր            | pátriárka: 1356 – †1363           |            |
| II. Mgrdics                   | Մկրտիչ            | pátriárka: 1363 – †1378           |            |
| IV. János                     | Յովհաննէս Լեհացի  | pátriárka: 1378 – †1386           |            |
| IV. Gergely                   | Գրիգոր Եգիպտացի   | pátriárka: 1386 – †1391           |            |
| II. Ézsaiás                   | Եսայի             | pátriárka: 1391 – †1394           |            |
| II. Szergiosz                 | Սարգիս            | pátriárka: 1394 – †1415           |            |
| II. Boghosz                   | Պօղոս Կարնեցի     | pátriárka: 1415 – †1419           |            |
| I. Martürosz                  | Մարտիրոս Եգիպտացի | pátriárka: 1419 – †1430           |            |
| III. Ézsaiás                  | Եսայի             | pátriárka: 1430 – †1431           |            |
| V. János                      | Յովհաննէս         | pátriárka: 1431 – †1441           |            |
| V. Ábrahám                    | Աբրահամ Միսիրցի   | pátriárka: 1441 – †1454           |            |
| II. Meszrop                   | Մեսրոպ            | pátriárka: 1454 – †1461           |            |
| I. Péter                      | Պետրո             | pátriárka: 1461 – †1476           |            |
| III. Mgrdics                  | Մկրտիչ Ելովցի     | pátriárka: 1476 – †1479           |            |
| VI. Ábrahám                   | Աբրահամ Բերիացի   | pátriárka: 1479 – †1485           |            |
| VI. János                     | Յովհաննէս Միսիրցի | pátriárka: 1485 – †1491           |            |
| II. Martürosz                 | Մարտիրոս Բրուսացի | pátriárka: 1491 – †1501           |            |

## 1500–2000
| Jeruzsálemi örmény pátriárka         | Örmény név                   | Hivatali idő                                 | Megjegyzés                                      |
| ------------------------------------ | ---------------------------- | -------------------------------------------- | ----------------------------------------------- |
|                                      |                              |                                              |                                                 |
| II. Péter                            | Պետրոս                       | pátriárka: 1501 – †1507                      |                                                 |
| III. Szergiosz                       | Սարգիս                       | pátriárka: 1507 – †1523                      |                                                 |
| VII. János                           | Յովհաննէս                    | pátriárka: 1523 – †1525                      |                                                 |
| VIII. János                          | Յովհաննէս                    | pátriárka: 1525 – †1532                      |                                                 |
| II. Teodór                           | Թէոդորոս                     | pátriárka: 1532 – 1544, ld. alább            |                                                 |
| Fülöp                                | Փիլիպոս                      | pátriárka: 1544 – †1564                      |                                                 |
| II. Teodór (2x)                      | Թէոդորոս                     | pátriárka: 1564 – †1566                      |                                                 |
| András                               | Անդրէաս Մերտինցի             | pátriárka: 1566 – †1583                      |                                                 |
| II. Dávid                            | Դաւիթ Մերտինցի               | pátriárka: 1583 – †1613                      |                                                 |
| V. Gergely                           | Գրիգոր Գանձակեցի             | pátriárka: 1613 – †1645                      |                                                 |
| III. Teodór                          | Թէոդորոս                     | pátriárka: 1645 – 1666, ld. alább            |                                                 |
| Eleazar                              | Եղիազար Հռոմկլայեցի          | pátriárka: 1666 – 1667, ld. alább            | Konstantinápolyi és örményországi pátriárka is. |
| III. Teodór (2x)                     | Թէոդորոս                     | pátriárka: 1667 – 1668, ld. alább            |                                                 |
| Eleazar (2x)                         | Եղիազար Հռոմկլայեցի          | pátriárka: 1668 – 1669, ld. alább            |                                                 |
| III. Martürosz                       | Մարտիրոս Ղրիմեցի             | pátriárka: 1669 – 1670, ld. alább            |                                                 |
| III. Teodór (3x)                     | Թէոդորոս                     | pátriárka: 1670 – †1672                      |                                                 |
| Eleazar (3x)                         | Եղիազար Հռոմկլայեցի          | pátriárka: 1672 – 1682, †1691. augusztus 8.  |                                                 |
| III. Martürosz (2x)                  | Մարտիրոս Ղրիմեցի             | pátriárka: 1682 – †1684                      |                                                 |
| IX. János                            | Յովհաննէս Ամասիացի           | pátriárka: 1684 – †1691                      |                                                 |
| Minasz                               | Մինաս Համդեցի                | pátriárka: 1692 – †1702                      |                                                 |
| Avetikosz                            | Մինաս Համդեցի                | pátriárka: 1702 – †1703                      |                                                 |
| Interregnum 1703 – 1715              |                              |                                              |                                                 |
| Mihály                               |                              | pátriárka: 1706 – †1707                      |                                                 |
| II. Szahak                           | Սահակ                        | pátriárka: 1707-ben, ld. alább               |                                                 |
| X. János                             | Յովհաննէս                    | pátriárka: 1707 – †1708                      |                                                 |
| II. Szahak (2x)                      | Սահակ                        | pátriárka: 1708 – †1711                      |                                                 |
| XI. János                            | Յովհաննէս                    | pátriárka: 1711 – †1715                      |                                                 |
| VI. Gergely                          | Գրիգոր Շիրաւանցի (Շղթայակիր) | pátriárka: 1715 – †1749                      |                                                 |
| II. Hagop                            | Յակոբ Նալեան                 | pátriárka: 1749 – †1752                      |                                                 |
| IV. Teodór                           | Թէոդորոս                     | pátriárka: 1752 – †1761                      |                                                 |
| III. Garabed                         | Կարապետ                      | pátriárka: 1761 – †1768                      |                                                 |
| III. Péter                           | Պօղոս Վանեցի                 | pátriárka: 1768 – †1775                      |                                                 |
| Hovahim                              | Յովհաննէս                    | pátriárka: 1775 – †1793                      |                                                 |
| IV. Péter                            | Պետրոս Եւդովկիացի            | pátriárka: 1793 – †1800                      |                                                 |
| Interregnum 1800 – 1802              |                              |                                              |                                                 |
| V. Teodór                            | Թէոդորոս Վանեցի              | pátriárka: 1802 – †1819                      |                                                 |
| Gábor                                | Գաբրիէլ Նիկոմիտացի           | pátriárka: 1819 – †1840                      |                                                 |
| Zakariás                             | Զաքարիա                      | pátriárka: 1841 – †1846                      |                                                 |
| Giragosz                             | Կիրակոս                      | pátriárka: 1847 – †1850                      |                                                 |
| XII. János                           | Յովհաննէս Զմիւռնացի          | pátriárka: 1850 – †1860                      |                                                 |
| Interregnum 1860 – 1864              |                              |                                              |                                                 |
| IV. Ézsaiás                          | Եսայի                        | pátriárka: 1865 – †1885                      |                                                 |
| Interregnum 1885 – 1889              |                              |                                              |                                                 |
| Harotiun                             | Յարութիւն Վեհապետեան         | pátriárka: 1889 – †1910                      |                                                 |
| Interregnum 1910 – 1921              |                              |                                              |                                                 |
| I. Jeghisze (*1860. február 23.)     | Եղիշէ Դուրեան                | pátriárka: 1921 – 1929, †1930. április 27.   |                                                 |
| I. Torkom (*1874. december 27.)      | Թորգոմ Գուշակեան             | pátriárka: 1929 – †1939. február 10.         |                                                 |
| III. Meszrop (*1872. szeptember 30.) | Մեսրոպ Նշանեան               | pátriárka: 1939 – †1944 augusztusa           |                                                 |
| Gureg (*1894. január 6.)             | Կիւրեղ Իսրայէլեան            | pátriárka: 1944 – †1949. október 28.         |                                                 |
| Interregnum 1949 – 1957              |                              |                                              |                                                 |
| Tiran (*1904. augusztus 23.)         | Տիրան Ներսոյեան              | pátriárka: 1957 – 1958, †1989. szeptember 1. |                                                 |
| Interregnum 1958 – 1960              |                              |                                              |                                                 |
| II. Jeghisze (*1910. július 21.)     | Եղիշէ Տէրտէրեան              | pátriárka: 1960 – †1990. február 1.          |                                                 |
| II. Torkom (*1919. február 16.)      | Թորգոմ Մանուկեան             | pátriárka: 1990 – †2012. október 12.         |                                                 |

## 2000– napjaink
| Jeruzsálemi örmény pátriárka | Örmény név        | Hivatali idő               | Megjegyzés |
| ---------------------------- | ----------------- | -------------------------- | ---------- |
|                              |                   |                            |            |
| Nurhan (*1948. június 24.)   | Նուրհան Մանուկեան | pátriárka: 2013 – napjaink |            |

## Fordítás
- Ez a szócikk részben vagy egészben  a   List of Armenian Patriarchs of Jerusalem című angol Wikipédia-szócikk fordításán alapul.  Az eredeti cikk szerkesztőit annak laptörténete sorolja fel. Ez a jelzés csupán a megfogalmazás eredetét és a szerzői jogokat jelzi, nem szolgál a cikkben szereplő információk forrásmegjelöléseként.
- Ez a szócikk részben vagy egészben  a   Liste des patriarches arméniens de Jérusalem című francia Wikipédia-szócikk fordításán alapul.  Az eredeti cikk szerkesztőit annak laptörténete sorolja fel. Ez a jelzés csupán a megfogalmazás eredetét és a szerzői jogokat jelzi, nem szolgál a cikkben szereplő információk forrásmegjelöléseként.